# Episema bistrigata
Episema bistrigata là một loài bướm đêm trong họ Noctuidae.